# Гиматий

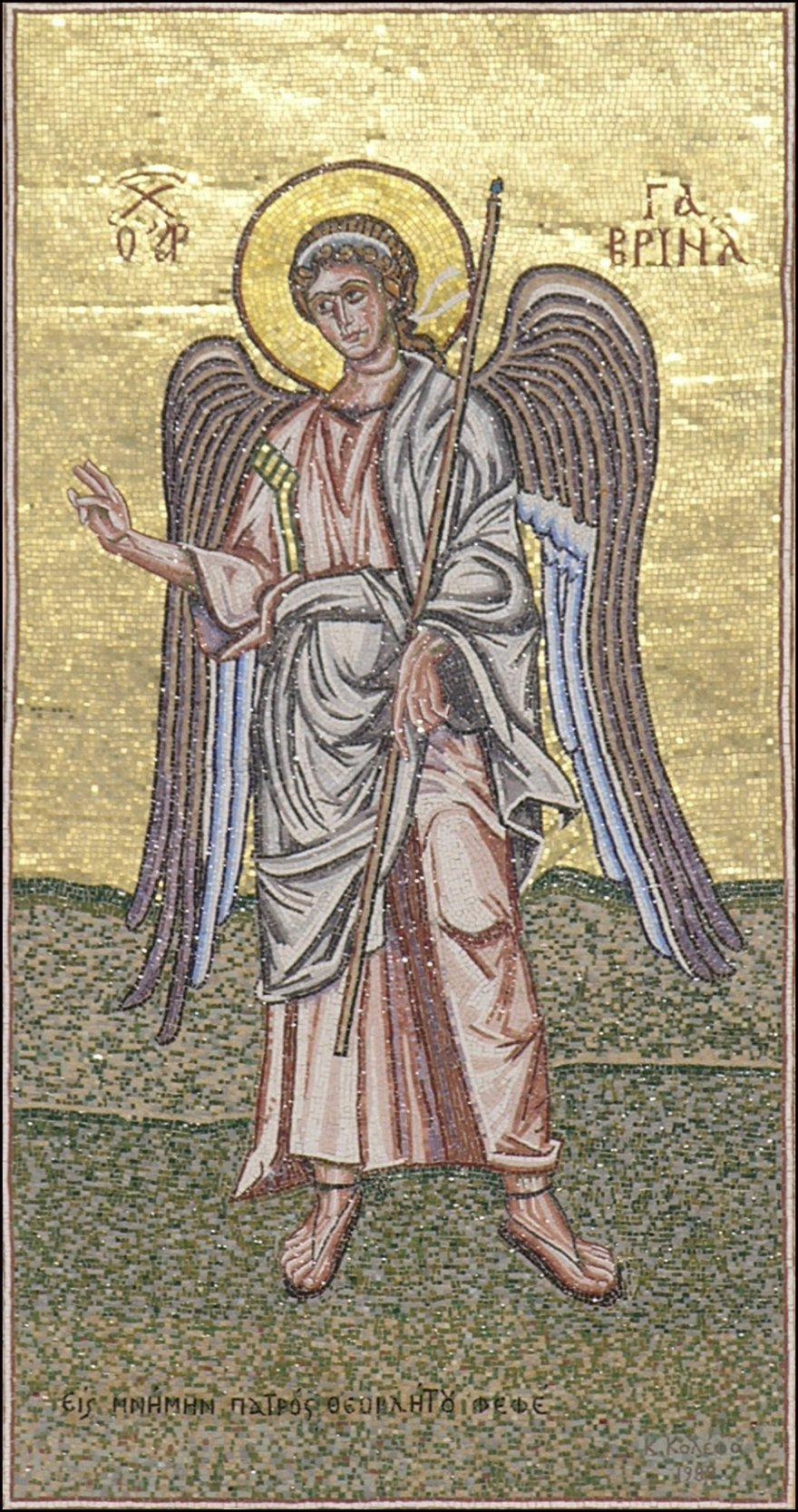
Архангел Гавриил в гиматии

Гима́тий (гиматион) (др.-греч. ἱμάτιον — ткань, накидка) — у древних греков верхняя одежда в виде прямоугольного куска ткани; надевался обычно поверх хитона. В классическую эпоху гиматий представлял собой отрез шерстяной ткани, достигавший 1,7 метра в ширину и 4 метров в длину, задрапированный вокруг фигуры. Наиболее распространённый способ драпировки заключался в следующем: ткань набрасывали со спины на левое плечо так, чтобы она закрывала левую руку и спадала вниз на 1/3 своей длины. Оставшуюся ткань пропускали под правой рукой, прикрывая тело спереди, а затем закидывали конец через левое плечо назад. Ещё более сложный способ драпировки гиматия назывался «ораторским»; при этом под плащом были спрятаны обе руки.

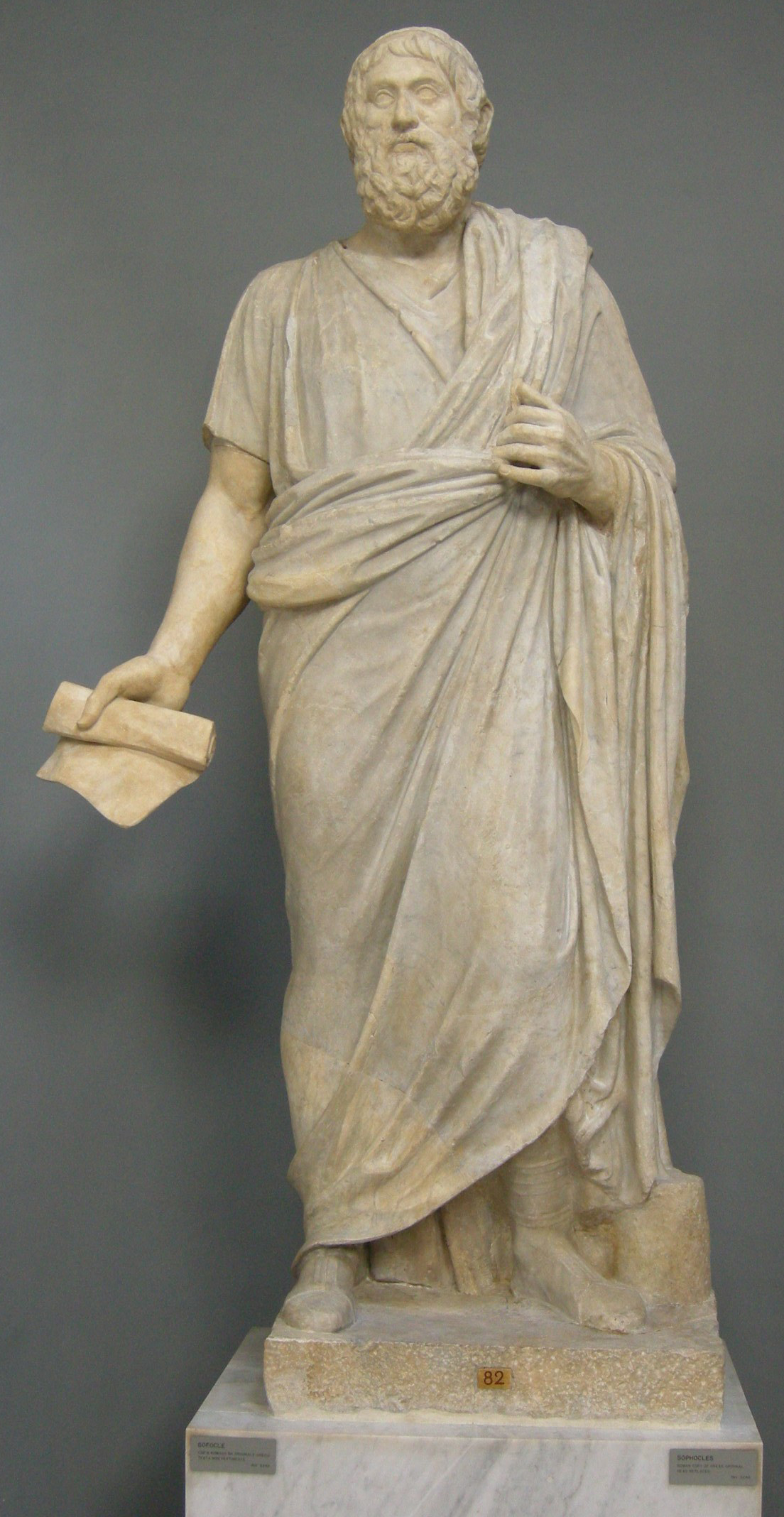
Софокл в гиматии (римская копия греческой статуи)

По традиции, гиматий должен был спускаться ниже колен, но не доходить до лодыжек. Его никогда ничем не скрепляли, а чтобы он не соскальзывал при движениях, в его край зашивали небольшие свинцовые грузики. О человеке, который слишком бурно жестикулировал во время выступления на агоре или в суде, с насмешкой говорили, что он «подпоясывает свой гиматий». Лишь в эпоху поздней античности гиматий у шеи иногда застёгивали фибулой. Гиматий являлся древнегреческой одеждой, использовавшейся на востоке и во времена Византийской империи. Часто встречается на изображениях православных святых.
Древнегреческому гиматию соответствует римский паллий.